# Alfred Messel

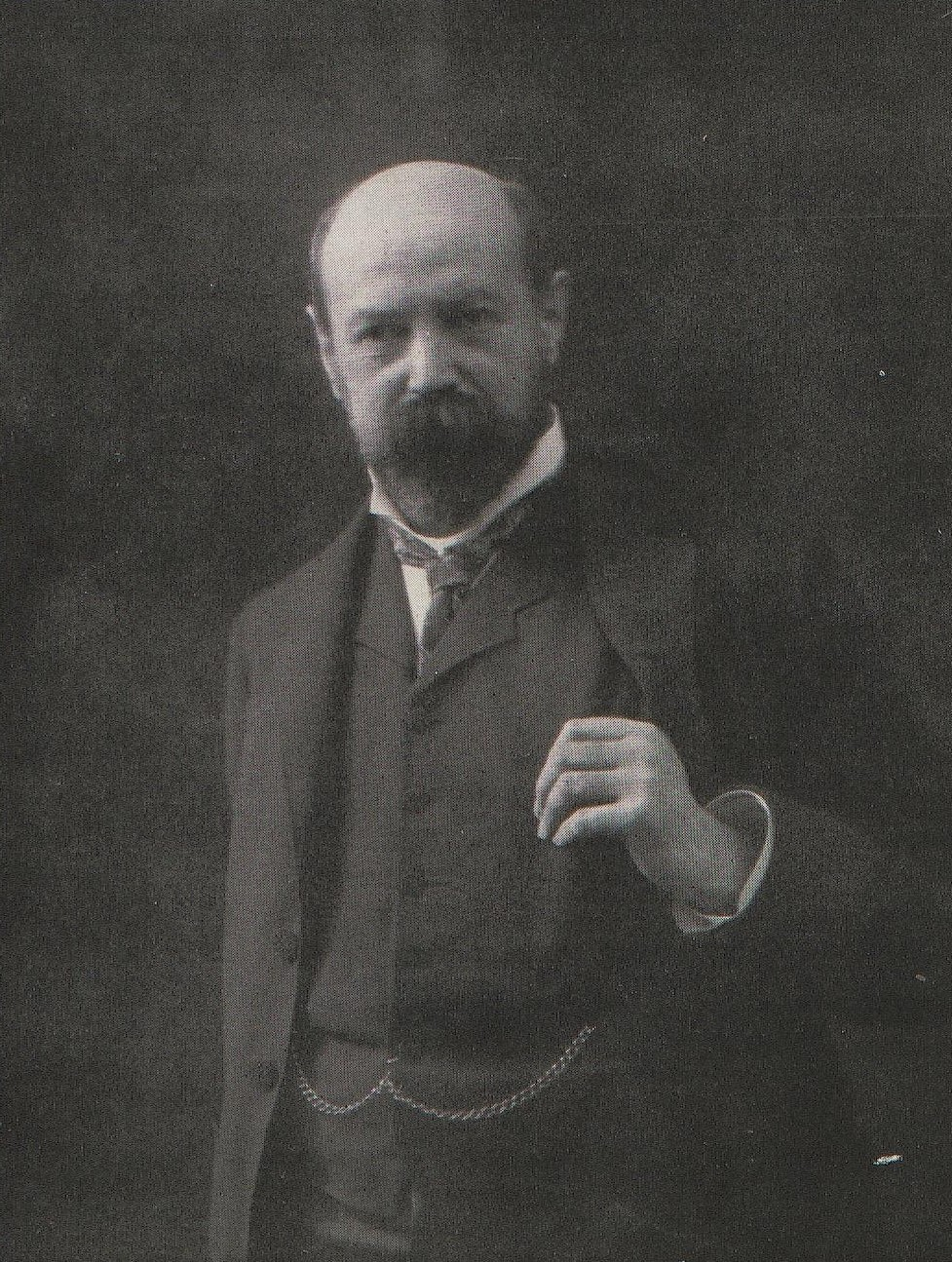
Alfred Messel

Alfred Messel (Darmstadt, 22 luglio 1853 – Berlino, 24 marzo 1909) è stato un architetto tedesco, tra i più noti all'inizio del XX secolo, che creò un nuovo stile tra lo storicismo e il modernismo.

## Biografia
Figlio di un ricco banchiere studiò all'università di Kassel e all'Università tecnica di Berlino.
Tra le sue opere più note l'edificio dei grandi magazzini Wertheim e il museo di Pergamo a Berlino. Suoi disegni architettonici e progetti di costruzione sono conservati all'Università tecnica di Berlino.

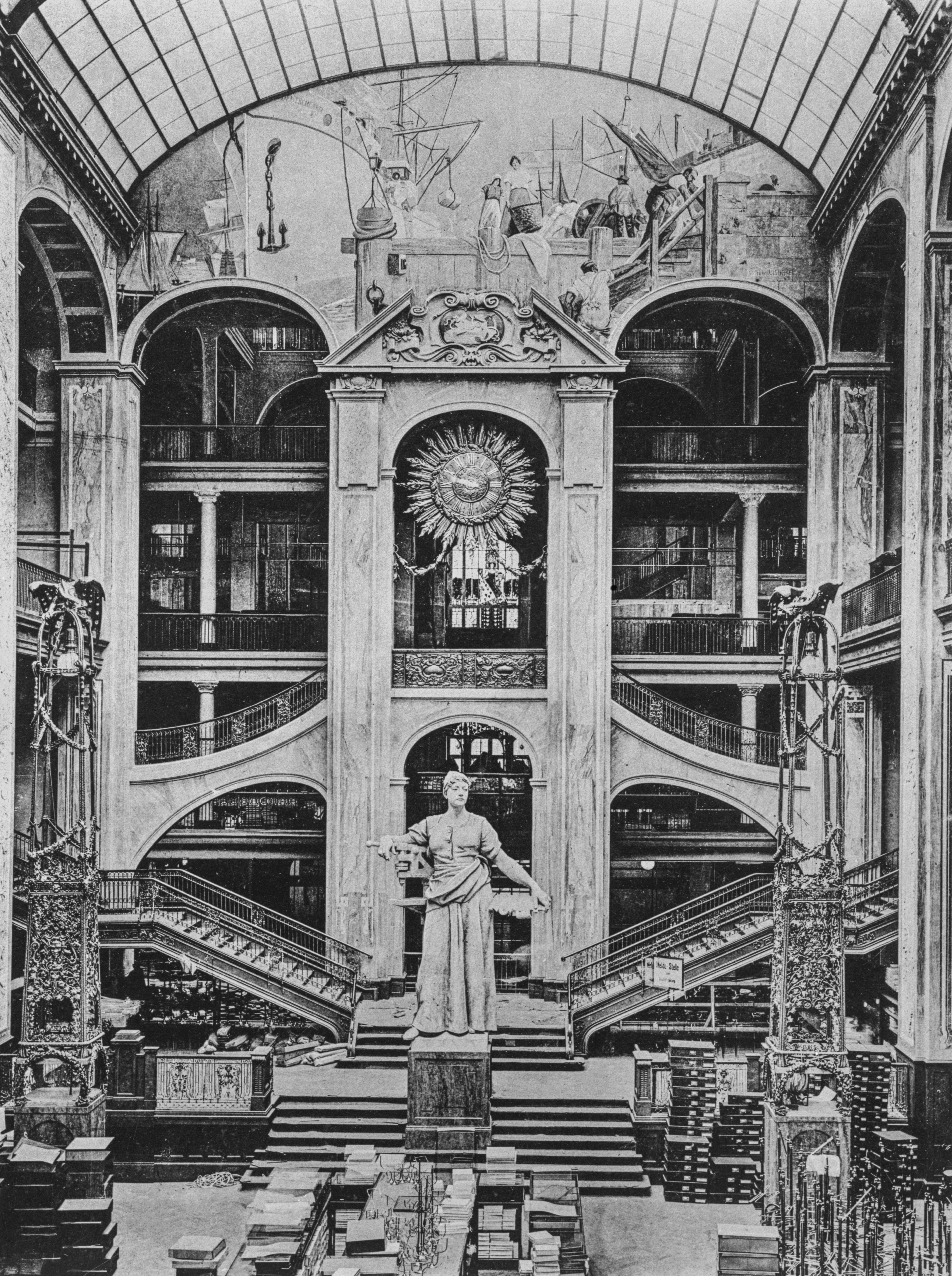
Interni dei magazzini Wertheim
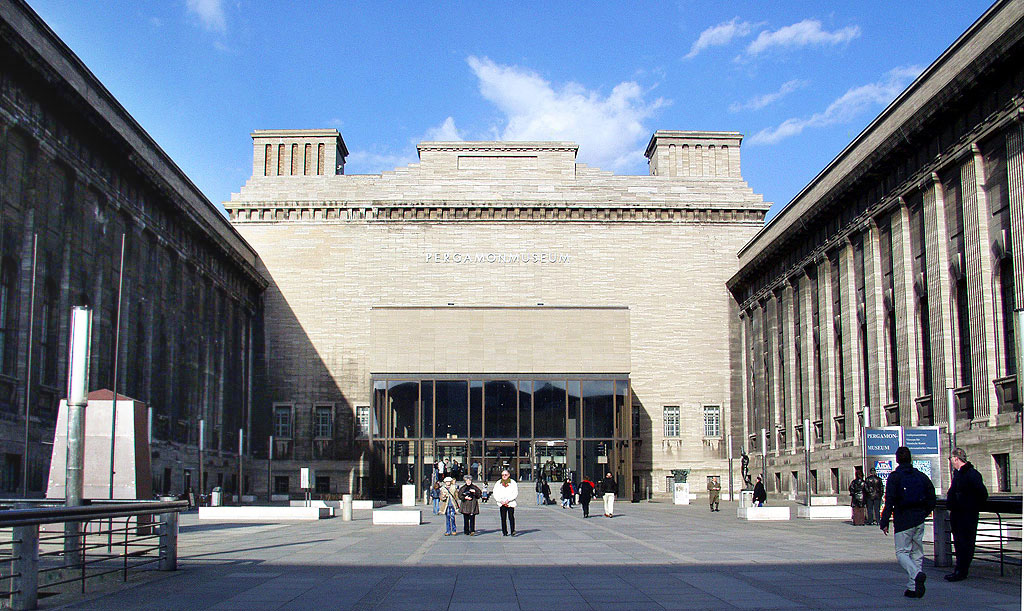
Museo di Pergamo
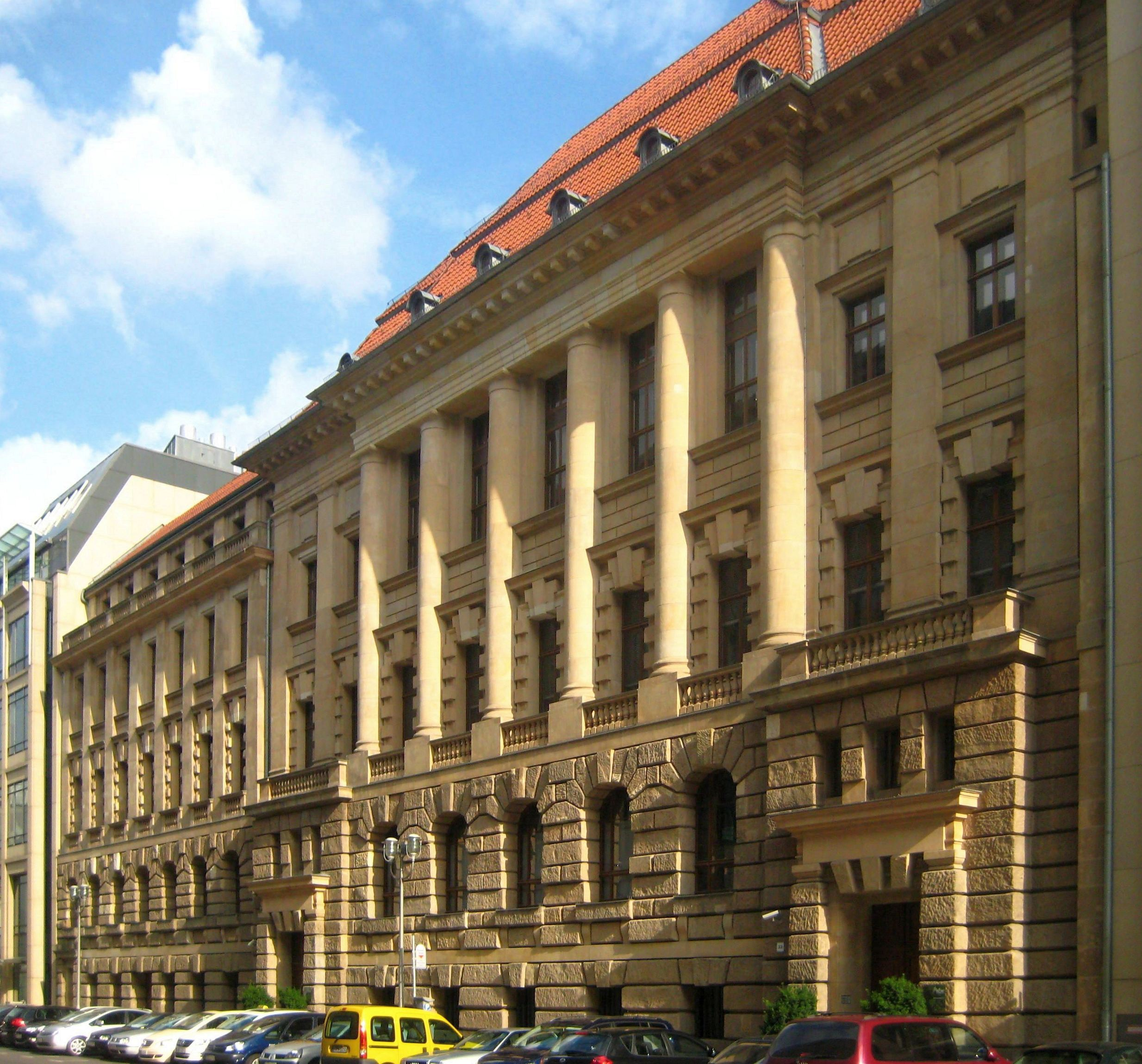
Antica sede dell'Handelsgesellchaft di Berlino